# Canton de Saint-Lô-1
Le canton de Saint-Lô-1 est une circonscription électorale française du département de la Manche créée par le décret du 25 février 2014 et entrée en vigueur lors des premières élections départementales suivant la publication du décret.

## Histoire
Un nouveau découpage territorial de la Manche (département) entre en vigueur à l'occasion des élections départementales de 2015. Il est défini par le décret du 25 février 2014, en application des lois du 17 mai 2013 (loi organique 2013-402 et loi 2013-403). Les conseillers départementaux sont, à compter de ces élections, élus au scrutin majoritaire binominal mixte. Les électeurs de chaque canton élisent au Conseil départemental, nouvelle appellation du Conseil général, deux membres de sexe différent, qui se présentent en binôme de candidats. Les conseillers départementaux sont élus pour 6 ans au scrutin binominal majoritaire à deux tours, l'accès au second tour nécessitant 12,5 % des inscrits au 1er tour. En outre la totalité des conseillers départementaux est renouvelée. Ce nouveau mode de scrutin nécessite un redécoupage des cantons dont le nombre est divisé par deux avec arrondi à l'unité impaire supérieure si ce nombre n'est pas entier impair, assorti de conditions de seuils minimaux. Dans la Manche, le nombre de cantons passe ainsi de 52 à 27.
Le canton de Saint-Lô-1 est formé de communes des anciens cantons de Saint-Lô-Ouest (1 commune et une fraction de la commune de Saint-Lô), de Marigny (10 communes) et de Saint-Sauveur-Lendelin (1 commune). Avec ce redécoupage administratif, le territoire du canton s'affranchit des limites d'arrondissements, avec 11 communes incluses dans l'arrondissement de Saint-Lô et 1 dans l'arrondissement de Coutances. Le bureau centralisateur est situé à Saint-Lô.

## Représentation
| Période élective | Période élective | Mandat | Mandat   | Identité              | Nuance | Nuance | Qualité |
| ---------------- | ---------------- | ------ | -------- | --------------------- | ------ | ------ | --- |
| 2015             | 2021             | 2015   | 2021     | François Brière       |        | DVD    | Formateur en droit public, maire de Saint-Lô, ancien conseiller général du canton de Saint-Lô-Ouest (2004-2015), vice-président du conseil départemental |
| 2015             | 2021             | 2015   | 2021     | Adèle Hommet-Lelièvre |        | DVD    | Directrice, ancienne suppléante du conseiller général du canton de Marigny (2011-2015)                                                                   |
| 2021             | 2028             | 2021   | en cours | Philippe Gosselin     |        | LR     | Maître de conférences à Sciences Po Député de la Manche (depuis 2007) Maire de Remilly-sur-Lozon puis Remilly Les Marais (1995-2017)                     |
| 2021             | 2028             | 2021   | en cours | Adèle Hommet          |        | DVD    | Conseillère sortante Adjointe au maire de Marigny-Le-Lozon (depuis 2020)                                                                                 |

### Résultats détaillés

#### Élections de mars 2015
À l'issue du 1er tour des élections départementales de 2015, deux binômes sont en ballottage : François Brière et Adèle Hommet-Lelièvre (DVD, 41,53 %) et Nadège Daniel et Roland Derbez (FN, 20,27 %). Le taux de participation est de 48,61 % (6 850 votants sur 14 093 inscrits) contre 50,67 % au niveau départemental et 50,17 % au niveau national.
Au second tour, François Brière et Adèle Hommet-Lelièvre (DVD) sont élus avec 76,78 % des suffrages exprimés et un taux de participation de 48,61 % (4 700 voix pour 6 850 votants et 14 093 inscrits).

#### Élections de juin 2021
Le premier tour des élections départementales de 2021 est marqué par un très faible taux de participation (33,26 % au niveau national). Dans le canton de Saint-Lô-1, ce taux de participation est de 33,1 % (4 773 votants sur 14 421 inscrits) contre 32,67 % au niveau départemental. À l'issue de ce premier tour, deux binômes sont en ballottage : Philippe Gosselin et Adèle Hommet (DVD, 57,17 %) et Amelie Durand et Alain Vilquin (Union à gauche avec des écologistes, 30,32 %).
Le second tour des élections est marqué une nouvelle fois par une abstention massive équivalente au premier tour. Les taux de participation sont de 34,36 % au niveau national, 32,63 % dans le département et 33,06 % dans le canton de Saint-Lô-1. Philippe Gosselin et Adèle Hommet (DVD) sont élus avec 66,36 % des suffrages exprimés (2 998 voix pour 4 767 votants et 14 418 inscrits),,.

## Composition
Lors de sa création, le canton de Saint-Lô-1 comprend douze communes et une fraction de la commune de Saint-Lô.
À la suite de la création de la commune nouvelle de Thèreval par regroupement de deux communes, de celle de Marigny-Le-Lozon par regroupement de deux communes au 1er janvier 2016, puis de Remilly Les Marais par regroupement de trois communes (dont deux du canton) au 1er janvier 2017, ainsi qu'au décret du 5 mars 2020 rattachant entièrement cette dernière au canton de Saint-Lô-1, le canton est désormais composé de neuf communes entières et une fraction de commune.
| Nom                              | Code Insee | Intercommunalité  | Superficie (km2) | Population (dernière pop. légale)               | Densité (hab./km2) | Modifier                                    |
| -------------------------------- | ---------- | ----------------- | ---------------- | ----------------------------------------------- | ------------------ | ------------------------------------------- |
| Saint-Lô (bureau centralisateur) | 50502      | CA Saint-Lô Agglo | 23,19            | Fraction : 7 651 (2022) Commune : 19 352 (2022) | 834                | modifier les données · modifier les données |
| Agneaux                          | 50002      | CA Saint-Lô Agglo | 6,50             | 4 266 (2022)                                    | 656                | modifier les données · modifier les données |
| Le Lorey                         | 50279      | CA Saint-Lô Agglo | 14,57            | 570 (2022)                                      | 39                 | modifier les données · modifier les données |
| Marigny-Le-Lozon                 | 50292      | CA Saint-Lô Agglo | 19,17            | 2 754 (2022)                                    | 144                | modifier les données · modifier les données |
| Le Mesnil-Amey                   | 50302      | CA Saint-Lô Agglo | 2,81             | 287 (2022)                                      | 102                | modifier les données · modifier les données |
| Le Mesnil-Eury                   | 50310      | CA Saint-Lô Agglo | 3,46             | 180 (2022)                                      | 52                 | modifier les données · modifier les données |
| Montreuil-sur-Lozon              | 50352      | CA Saint-Lô Agglo | 6,45             | 345 (2022)                                      | 53                 | modifier les données · modifier les données |
| Remilly Les Marais               | 50431      | CA Saint-Lô Agglo | 22,13            | 1 064 (2022)                                    | 48                 | modifier les données · modifier les données |
| Saint-Gilles                     | 50483      | CA Saint-Lô Agglo | 7,84             | 987 (2022)                                      | 126                | modifier les données · modifier les données |
| Thèreval                         | 50239      | CA Saint-Lô Agglo | 28,39            | 1 781 (2022)                                    | 63                 | modifier les données · modifier les données |
| Canton de Saint-Lô-1             | 5022       |                   |                  | 19 885 (2022)                                   |                    | modifier les données                        |

La partie de la commune de Saint-Lô intégrée dans le canton est celle située à l'ouest d'une ligne définie par l'axe des voies et limites suivantes : depuis la limite territoriale de la commune de Saint-Georges-Montcocq, rue de la Cabale, rue Saint-Georges, rue des Pénitents, chemin des Moines, rue de l'Ombrée, rue du Pré-de-Bas, montée du Bois-André, boulevard de la Dollée, rue du Mont-Russel, avenue de Verdun, place du Champ-de-Mars, rue du Docteur-Leturc, rue Jean-Dubois, rue Octave-Feuillet, place Léo-Ferré, rue de la Marne, rue des 80e-et-136e-Territorial, rue de Grimouville, boulevard du Midi, rue des Abreuvoirs, rue du Général-Lemarois, rue Nicolas-Houël, rue de la Ferronnière, sentier dans le prolongement de la rue de la Ferronnière, rue du Bois-Ardent, rue de l'Exode, rue du Père-Popielujko, ligne droite dans le prolongement de la rue du Père-Popielujko, boulevard de la Commune, chemin de la Ferronnière, rue Louise-Michel, route départementale 86, jusqu'à la limite territoriale de la commune de Baudre.
Le conseil municipal de Remilly Les Marais, dont la fraction de Remilly-sur-Lozon et Le Mesnil-Vigot était déjà sur le canton, s'est prononcé favorablement en décembre 2018pour modifier les limites cantonales en y rattachant le territoire de la commune déléguée des Champs-de-Losque quittant le canton de Pont-Hébert.

## Démographie
En 2022, le canton comptait 19 885 habitants, en évolution de +6,03 % par rapport à 2016 (Manche : −0,31 %, France hors Mayotte : +2,11 %).
| 2013   | 2018   | 2022   |
| ------ | ------ | ------ |
| 19 011 | 18 966 | 19 885 |